# Segale
Segale is een historisch merk van motorfietsen.
Segale was een bedrijf van de Italiaanse motortuner Luigi Segale. Hij ging in de jaren tachtig samen met framebouwer Dirk Hildebrandt complete motorfietsen bouwen op basis van Japanse motoren. Aanvankelijk werden deze uitsluitend in Enduranceraces ingezet. In 1991 volgde er een SOS-racer op basis van de Honda NX 650 Dominator. In 1992 verscheen een weguitvoering van deze machine en de SR 600, die voorzien was van het Honda CBR 600-viercilinderblok. Sindsdien zijn er verschillende modellen voor de openbare weg gevolgd.